# Encyclia perplexa
Encyclia perplexa là một loài thực vật có hoa trong họ Lan. Loài này được (Ames, F.T.Hubb. & C.Schweinf.) Dressler & G.E.Pollard mô tả khoa học đầu tiên năm 1971.